# Psychoda cristata
Psychoda cristata är en tvåvingeart som beskrevs av Duckhouse 1966. Psychoda cristata ingår i släktet Psychoda och familjen fjärilsmyggor. Inga underarter finns listade i Catalogue of Life.